# Krokiew (King George Island)
Der Krokiew ist ein 168 m hoher Hügel auf King George Island im Archipel der Südlichen Shetlandinseln. Er ragt südöstlich der Arctowski-Station zwischen dem Geographers Creek und dem Petrified Forest Creek auf.
Polnische Wissenschaftler benannten ihn 1980 nach dem gleichnamigen Bergmassiv in der polnischen Westtatra.